# Сајдсвајп
Сајдсвајп (Sideswipe) је име неколико ликова из популарних цртаних серија Трансформерс, заснованој на популарној линији играчака који су произвели Такара и Хасбро.

## Генерација 1
Сајдсвајп је описан као храбар али и као дрзак ратник. Веома је вешт у борби као и његов брат близанац Санстрикер, ипак мање немилосрдан. Трансформише се у црвеног Ламборгинија Конташ, док се његов брат Санстрикер трансформише у жутог. Његов ракетни појас му омогућује да лети.
Сајдсвајп је био део посаде Арка који се срушио на Земљу пре четири милиона година. Активиран је заједно са Трансформерсима 1984 те године и добио је заједно са својим братом алтенативни облик спортског аутомобила Ламборгини. Сајдсвајп је позајмио Оптимусу Прајму свој ракетни појас када су Десептикони замало побегли са свемирским бродом пуног енергонских коцки. У сезони 1 и сезони 2 глас Сајдсвајпу даје глумац Мајкл Бел.
Сајдсвајп и Санстрикер често сарађују заједно. У епизоди Велики преокрет, када су Десептикони напуњени антиматеријом напали Арк, њих двојица су полетели и покушали да их одбију лудом техником Џет Џудо, али нису успели.
Истраживајући подрхтавање тла у бази Аутобота, Ајронхајд је преко свог скенера регистровао неке чудне објекте. Сајсдвајп, користећи своје руке као дробилице, је помогао Брауну да униште стену и нађу пећину у којој су се налазиле кости диносауруса, које су касније дале идеју Аутоботима да направе роботе диносаурусе.
На крају 1985 те године, Сајдсвајп је био један од пет Аутобота који се прерушио у Стантиконе. Пробивши се у базу Десептикона, Аутоботи су упали у невољу, када су стигли прави Стантикони и покушали да потврде свој идентитет форимрањем Менасора. Са комбинацијом Виндчарџерове магнетске моћи и Миражове илузије, Аутоботи су успели да формирају Менасора, али је превара убрзо откривена. Још једна битна улога Сајдсвајпа је била да заустави план Комбатикона да повуку Земљу у Сунце. Сајдсвајп и остали Аутоботи и Десептикони су отпутовали на Киботрон и Сајдсвајп је сам преокренуо ефекат, спасивши земљу.